# 1961–1962-es olasz labdarúgókupa
Az 1961–1962-es olasz labdarúgókupa az olasz kupa 15. kiírása. A kupát a Napoli nyerte meg első alkalommal.

## Eredmények

### Első forduló
| 1. csapat      | Eredmény       | 2. csapat   |
| -------------- | -------------- | ----------- |
| Brescia        | 3–1            | Como        |
| Lazio          | 3–1            | Genoa       |
| Messina        | 2–1            | Cosenza     |
| Modena         | 2–1            | Reggiana    |
| Napoli         | 1–1 (Te.: 6-5) | Alessandria |
| Parma          | 0–1 (hu.)      | Novara      |
| Prato          | 1–0            | Lucchese    |
| Sambenedettese | 1–1 (Te.: 3-4) | Catanzaro   |
| Monza          | 0–3            | Bari        |
| Verona         | 2–0            | Pro Patria  |

### Második forduló
A fordulóban csatlakozó csapatok: Atalanta, Bologna, Catania, Fiorentina, Juventus, Lecco, Mantova, Milan, Padova, Palermo, Sampdoria, SPAL, Udinese, Venezia.
| 1. csapat  | Eredmény       | 2. csapat |
| ---------- | -------------- | --------- |
| Verona     | 2–2 (Te.: 5-6) | SPAL      |
| Novara     | 2–0            | Udinese   |
| Milan      | 0–1            | Modena    |
| Lecco      | 3–2 (hu.)      | Bari      |
| Padova     | 0–2            | Brescia   |
| Prato      | 2–3            | Juventus  |
| Lazio      | 1–0            | Palermo   |
| Napoli     | 0–0 (Te.: 7-6) | Sampdoria |
| Bologna    | 1–1 (Te.: 6-7) | Catanzaro |
| Catania    | 1–0            | Messina   |
| Fiorentina | 2–0            | Atalanta  |
| Mantova    | 1–0            | Venezia   |

### Nyolcaddöntő
A fordulóban csatlakozó csapatok: Internazionale, Lanerossi Vicenza, Roma, Torino.
| 1. csapat         | Eredmény       | 2. csapat  |
| ----------------- | -------------- | ---------- |
| Lanerossi Vicenza | 1–2            | SPAL       |
| Internazionale    | 1–2            | Novara     |
| Lecco             | 4–1            | Modena     |
| Brescia           | 0–1            | Juventus   |
| Roma              | 0–0 (Te.: 6-4) | Lazio      |
| Torino            | 0–2            | Napoli     |
| Catanzaro         | 1–0 (hu.)      | Catania    |
| Mantova           | 4–1            | Fiorentina |

### Negyeddöntő
| 1. csapat | Eredmény | 2. csapat |
| --------- | -------- | --------- |
| Juventus  | 3–0      | Lecco     |
| SPAL      | 3–1      | Novara    |
| Roma      | 0–1      | Napoli    |
| Mantova   | 3–0      | Catanzaro |

### Elődöntő
| 1. csapat | Eredmény | 2. csapat |
| --------- | -------- | --------- |
| SPAL      | 4–1      | Juventus  |
| Napoli    | 2–1      | Mantova   |

### Bronzmérkőzés
| 1. csapat | Eredmény | 2. csapat |
| --------- | -------- | --------- |
| Mantova   | 1–0      | Juventus  |

### Döntő
| 1962. június 21. | Napoli                 | 2 – 1 | SPAL        | Stadio Olimpico, Róma Nézőszám: – Játékvezető: Pietro Bonetto |
| 1962. június 21. | Corelli 12' Ronzon 78' | (1–1) | 16' Micheli | Stadio Olimpico, Róma Nézőszám: – Játékvezető: Pietro Bonetto |

| Az 1961–1962-es olasz labdarúgókupa győztese: |
| --------------------------------------------- |
| Napoli 1. cím                                 |